# Hreblea, Hrîstînivka
Hreblea (în ucraineană Гребля) este un sat în comuna Botvînivka din raionul Hrîstînivka, regiunea Cerkasî, Ucraina.

## Demografie
Componența lingvistică a localității Hreblea
     Ucraineană (98,61%)
     Rusă (1,39%)
Conform recensământului din 2001, majoritatea populației localității Hreblea era vorbitoare de ucraineană (98,61%), existând în minoritate și vorbitori de rusă (1,39%).